# Antonello Capuano
Antonello Capuano (Campobasso, 31 ottobre 1978) è un compositore, arrangiatore e chitarrista italiano. 

## Biografia
Dopo aver conseguito i diplomi di Chitarra Classica e Musica Jazz presso il Conservatorio "L. Perosi" di Campobasso, studia Storia della Musica con Pierluigi Petrobelli presso l'Università "La Sapienza" di Roma, specializzandosi sulla musica strumentale del '700 - in particolar modo su Arcangelo Corelli e Antonio Vivaldi - e con Philip Gossett sull'opera di Gioachino Rossini. Agli studi di composizione e orchestrazione classica, affianca lo studio della composizione, arrangiamento e direzione jazz, seguendo il corso del Berklee College of Music di Boston e le lezioni di Sammy Nestico.
Nel 2003 è vincitore del Premio "Pippo Barzizza" per Arrangiatori di Musica Leggera a Sanremo, con giuria presieduta da Ennio Morricone e composta da Enrico Intra, Gianni Ferrio e Roberto Pregadio.
Nel 2004, nell'ambito del Premio Barzizza, firma l'omaggio musicale a Riz Ortolani, nella circostanza premiato con il Premio alla Carriera.
Dal 2008 è membro del Sultanato dello Swing in qualità di Arrangiatore\Direttore dell'Orchestra del Sultanato.
Nell’ambito dello “Swing Diwan”, tenutosi a Sanremo nell’agosto del 2009, dirige l’Orchestrina del Sultanato capitanata al pianoforte da Stefano Bollani.
Nel 2019 compone le musiche di scena per il musical "Van Gogh Café"  scritto e diretto da Andrea Ortis.
Nel 2020, nel corso della XXI Edizione dello Zazzarazzaz - Festival della Canzone Jazzata di Sanremo, firma l'omaggio al Maestro Gianni Ferrio e nell'ambito dell'edizione del 2021 il medley-omaggio al conterraneo Fred Bongusto.
Nel 2021 cura gli arrangiamenti e la direzione per l'opera teatrale "Vivaldi, la bella stagione" scritto e diretto da Andrea Ortis.
Nel 2023 cura gli arrangiamenti per il disco "Time Pavillion" dell'orchestra "The Swing Kids" di Sanremo diretta da Freddy Colt.
Ha collaborato con il 55º e il 59º Festival di Sanremo, in veste di arrangiatore.
Tra gli artisti e le orchestre che ha diretto e hanno inciso ed eseguito suoi arrangiamenti figurano: Stefano Bollani, Tullio De Piscopo, Paolo Fresu (musicista), James Senese, Marcus Miller, Nicola Arigliano, Rino Zurzolo, Mario Rosini, Silvia Mezzanotte, Tony Esposito, Ernesto Vitolo, Gigi De Rienzo, Maurizio Giammarco, Flavio Boltro, Nicola Arigliano, Petra Magoni, Marco Zurzolo, Jorge Pardo, Toninho Horta, Daniel Binelli, Cliff Almond, Mario Rosini, Omar Sosa, Peppino D'Agostino, Iskra Menarini, Piero Mazzocchetti, Matteo Brancaleoni, Aldo Bassi (musicista), Filarmonica di Torino, Orchestra da Camera "Benedetto Marcello" di Teramo, Samara Symphony Orchestra (Russia), One World String Quartet (Germania), Red Cat Jazz Orchestra, Norla Orchestra, The Swing Kids etc.